# Idoling!!!
Idoling!!! (アイドリング!!! Aidoringu!!!?) es un grupo japonés idol femenino creado por Fuji TV. El concepto del grupo es observar como las niñas crecen como idols y la experiencia de varias cosas. El grupo cuenta actualmente con veintidós miembros de diferentes agencias de talento. La principal fuente de exposición de Idoling!!! es su programa espectáculo de variedades, que se transmite varios episodios nuevos cada semana. Además de su show, lanzan álbumes, sencillos, especiales de DVD Bluray y tocan en vivo a diferencia de otros grupos idol.

## Historia
En octubre de 2006 se llevaron a cabo audiciones para 50 personas en las agencias, y 9 fueron elegidos las idols de ellos.
Los vídeos de la audición fueron lanzados en un DVD que acompañaba su primer sencillo, mientras que los miembros hacían su primera presentación, fue presentado en el DVD que acompañaba a su primer álbum, Daiji na Mono.
El 3 de marzo de 2008, se anunció que los nuevos miembros se unan al grupo, y luego el 31 de marzo, en el sitio oficial de Fuji Televisión, fotos, nombres y edades de los nuevos miembros fueron revelados. Con el ingreso de nuevos miembros, que el número de miembros se duplicó a 18 hasta que Maia Kobayashi (# 10) salió del país poco después de su debut para centrarse más en su educación.
El 18 de enero de 2009 Rumi Koizumi (# 2) ha anunciado su graduación de Idoling! debido en parte a problemas de salud. Poco después, se anunció que Sayaka Kato (# 1), María Eto (# 4), Mira Takiguchi (# 5) y Michelle Miki (# 18) todas se graduarían de Idoling!!! en marzo de 2009.
Poco después de la salida de estos miembros, tres nuevos miembros se sumaron a conmemorar la tercera generación oficial de Idoling!: Yurika Tachibana (# 19), Ai Ookawa (# 20) y la miembro más joven aún de Idoling!!!, Kaede Hashimoto (# 21).
El 1 de octubre de 2009 Idoling!!! abrió audiciones para su cuarta generación, para debutar en la primavera de 2010, con el proceso de audición en el acto en febrero de 2010. Los nuevos miembros serán anunciados el 6 de marzo.
El octubre del 2011 se abrieron las audiciones para la quinta generación de las cuales 15 serían finalistas y presentadas en el 11th concierto en vivo realizado el 4 de diciembre y después tendrían que ser elegidas por votos para el marzo del 2012, sólo se tendrían 4 vacantes. Pocos días después del 11th concierto en vivo se anunció que Yazawa Erika (# 07) y Fonchi (# 08) se graduarían.
El 23 de diciembre de 2011 se realizó la graduación de dos miembros más de la primera generación: Yazawa Erika (# 07) y Fonchi (# 08).
En marzo de 2012 se dio a conocer a los nuevos miembros de la 5.ª generación: Idoling!!! Takahashi Kurumi (# 27), Ishida Karen (# 28), Tamagawa Ramu (# 29) y Kiyoku Reia (# 30).

## Miembros
- 1era Generación: 2006 (# 01 — 09)
- Idoling!!! 3: Mai Endō (遠藤舞) [Actual / segunda líder]
- Idoling!!! 6: Erika Tonooka (外岡えりか)
- Idoling!!! 9: Rurika Yokoyama (横山ルリカ)
- 2.ª Generación: 2008 (# 10 — 18)
- Idoling!!! 12: Yui Kawamura (河村唯)
- Idoling!!! 13: Serina Nagano (長野せりな)
- Idoling!!! 14: Hitomi Sakai (酒井瞳)
- Idoling!!! 15: Nao Asahi (朝日奈央)
- Idoling!!! 16: Kikuchi Ami (菊地亜美)
- Idoling!!! 17: Hitomi Miyake (三宅ひとみ)
- 3.ª Generación: 2009 (# 19 — 21)
- Idoling!!! 19: Yurika Tachibana (橘ゆりか)
- Idoling!!! 20: Ai Ohkawa (大川藍)
- Idoling!!! 21: Kaede Hashimoto (橋本楓)
- 4.ª Generación: 2010 (# 22 — 26)
- Idoling!!! 22: Ruka Kurata (倉田瑠夏)
- Idoling!!! 23: Yuuna Itou (伊藤祐奈)
- Idoling!!! 24: Manami Nomoto (野元愛)
- Idoling!!! 25: Kaoru Gotō (後藤郁)
- Idoling!!! 26: Chika Ojima (尾島知佳)
- 5.ª Generación: 2012 (# 27 — 30)
- Idoling!!! 27: Takahashi Kurumi (高橋胡桃)
- Idoling!!! 28: Ishida Karen (石田佳蓮)
- Idoling!!! 29: Tamagawa Ramu (玉川来夢)
- Idoling!!! 30: Kiyoku Reia (清久レイア)

## Antiguos miembros
- Idoling!!! 10: Maia Kobayashi (小林麻衣愛) (Mayo de 2008)
- Idoling!!! 2: Rumi Koizumi (小泉瑠美) (enero de 2009)
- Idoling!!! 1: Sayaka Katō (加藤沙耶香) [Primera líder] (marzo de 2009)
- Idoling!!! 4: Maria Eto (江渡万里彩) (Marzo de 2009)
- Idoling!!! 5: Mira Takiguchi (滝口ミラ) (Marzo de 2009)
- Idoling!!! 18: Michelle Miki (ミシェル未来) (Marzo de 2009)
- Idoling!!! 7: Erika Yazawa (谷澤恵里香) (Diciembre de 2011)
- Idoling!!! 8: Fonchi (フォンチー) (Diciembre de 2011)
- Idoling!!! 11: Suzuka Morita (森田涼花) (Mayo de 2012)

## Discografía

### Sencillos
- 11 de julio de 2007 - Ganbare Otome (Warai)/friend (ガンバレ乙女（笑）/friend?)
- 23 de enero de 2008 - Snow celebration/Moteki no Uta (Snow celebration/モテ期のうた?)
- 16 de julio de 2008 - Kokuhaku (告白?)
- 19 de noviembre de 2008 - "Shokugyō: Idol." (「職業:アイドル。」?)
- 17 de diciembre de 2008 - Hannin wa Anata Desu♥/Na・Ga・Ra (犯人はあなたです♥/NA・GA・RA?)
- 7 de enero de 2009 - Beta na Shitsuren ~Shibuya ni Furu Yuki~/Haruka Naru Virgin Road (ベタな失恋〜渋谷に降る雪〜/遥かなるバージンロード?)
- 29 de abril de 2009 - Baby Blue
- 22 de julio de 2009 - Mujōken☆Kōfuku (無条件☆幸福?)
- 1 de diciembre de 2009 - Tenohira no Yūki (手のひらの勇気?)
- 15 de diciembre de 2009 - Love Magic♥Fever (ラブマジック♡フィーバー?)
- 27 de enero de 2010 - S.O.W Sense of Wonder (S.O.W. センス オブ ワンダー?)(Opening 2 del anime Fairy Tail)
- 9 de junio de 2010 - Me ni wa Aoba Yama Hototogisu Hatsukoi (目には青葉 山ほととぎす 初恋?)
- 4 de agosto de 2010 - Poolside Daisakusen (プールサイド大作戦?)
- 23 de diciembre de 2010 - eve
- 2 de marzo de 2011 - Yarakai Heart (やらかいはぁと?)
- 27 de julio de 2011 - Don't think. Feel!!! (Ending 8 del anime Fairy Tail)
- 18 de enero de 2012 - MAMORE!!!
- 13 de febrero de 2013 - Sakura Thank You (さくらサンキュー?)

### Otros sencillos
- 26 de septiembre de 2007 - "Ponkikki Medley 2007" (ポンキッキメドレー2007?) (Gachapin・Mukku & Idoling!!!)
- 1 de abril de 2009 - "Chū Shiyoze!" (チューしようぜ!?) (AKB Idoling!!!)
- 5 de agosto de 2009 - "Shōjo Fuantei" (少女不安定?) (con Ichirō Itō)

### Álbumes
- 27 de febrero de 2008 - Daiji na Mono (だいじなもの?)
- 19 de agosto de 2009 - Petit-Petit
- 3 de marzo de 2010 - Sunrise (サンライズ?)
- 16 de marzo de 2011 - SISTERS

## Subgrupos

### 2008/12 — 2009/01
| Grupo    | Furi Furi Idoling!!!                             | Giza Giza Idoling!!!                               | Kyun Kyun Idoling!!!                                | Ban Ban Idoling!!!                                           |
| Sencillo | Hannin wa Anata Desu                             | Na•Ga•Ra1                                          | Beta na Shitsuren: Shibuya ni Furu Yuki             | Haruka Naru Virgin Road                                      |
| Miembros | Endō (#3) Yokoyama (#9) Morita (#11) Sakai (#14) | Koizumi (#2) Phongchi (#8) Miyake (#17) Miki (#18) | Tonooka (#6) Yazawa (#7) Kawamura (#12) Asahi (#15) | Katō (#1) Eto (#4) Takiguchi (#5) Nagano (#13) Kikuchi (#16) |

1 El corazón perdido en Hannin wa Anata Desu PV se puede ver en el PV de Na•Ga•Ra

### 2009/12
| Grupo    | Tokimeki Idoling!!!                                                                          | Puyo Puyo Idoling!!!                                                                                        |
| Sencillo | Te no Hira no Yūki                                                                           | Love Magic ♥ Fever                                                                                          |
| Miembros | Endō (#3) Tonooka (#6) Yokoyama (#9) Morita (#11)1 Miyake (#17) Tachibana (#19) Ohkawa (#20) | Yazawa (#7) Phongchi (#8) Kawamura (#12) Nagano (#13) Sakai (#14) Asahi (#15) Kikuchi (#16) Hashimoto (#21) |

1 Morita no apareve en el PV.

## Programa Idoling!!!
El programa Idoling!!! inició el 30 de octubre de 2006, es transmitido todos los días de la semana en los dos canales de satélite de Fuji TV, Fuji TV 721 y Fuji TV CSHD.
El show es un espectáculo de variedades, haciendo que cada transmisión sea diferente.
Mani Idol!!!

Este segmento es el segmento variado de Idoling!!!.Cualquier cosa de las carreras de Mini Yonku para aprender a silbar, eso se trata en este segmento.
Ganbaringu!!!

Este segmento es diverso en la actividad física, es el segmento de deporte. Desafíos anteriores que incluyen todos los miembros de saltar la cuerda al mismo tiempo, bote de pelotas de baloncesto a través de una carrera de obstáculos de los participantes en posición supina y participar en juegos de bádminton en la posición del volante caído determina un castigo específico.
Iisō Shiritori!!!

Los miembros se sientan en un semicírculo y juegan un juego de Shiritori. El desafío radica en la regla de que la contribución debe ser una frase que se dijo por algo específico (una maestra de escuela, una enfermera, un ganador de lotería, etc.). Si tartmudean,, la reutilización de una línea o al final del sonido de la nn/ん,  son descalificados.
Fan-sama Request!!!

Los fanes presentan una frase específica en línea o frase que desea a los miembros quieren que digan. Uno por uno, los miembros están detrás de un dispositivo con un panel de aumento y entregar sus líneas como puedan o como lindamente como pueden. El ganador es elegido una vez que todos hayan tenido su turno.
Zenin Seikai Itadakimasu Quiz!!!

Los miembros se presentan con algún tipo de comida o postre y deben identificarlo. Todos los miembros deben haber escrito el nombre correcto y no permitir que nadie disfrutar de la comida.
Formato

1. La palabra del día
2. Segmento de canción de apertura
3. Introducción de la presentación de los miembros
4. Cambio
5. Fan-sama request!!!